# Calosoma karelini
Calosoma karelini is een keversoort uit de familie van de loopkevers (Carabidae). De wetenschappelijke naam van de soort is voor het eerst geldig gepubliceerd in 1846 door Fischer-Waldheim.
De kever wordt 18 tot 22 millimeter lang en is brachypteer (kan niet vliegen).
De soort komt voor in Kazachstan op graslanden op hoogtes van 400 tot 600 meter boven zeeniveau.
Door sommige auteurs wordt hij als ondersoort van Calosoma panderi beschouwd.